# Jeanne Beeckman
Pour les articles homonymes, voir Beeckman.
Jeanne Augusta Félicienne Beeckman, aussi connue sous son nom d'épouse Jeanne-Émile Vandervelde, née le 8 décembre 1891 à Buenos Aires en Argentine et morte à Lausanne en Suisse le 20 avril 1963, est une médecin, femme politique belge socialiste, féministe, pacifiste et anti-fasciste.

## Biographie
Jeanne Beeckman est la fille d'Elise Beeckman, dite Lilly Pousset, journaliste féministe, et de Théophile Beeckman, juriste. Elle grandit en Argentine jusqu'à l'âge de 4 ans.

### Études et exercice de la médecine
Elle entame des études de médecine à Bruxelles en 1908 et devient docteur en médecine en 1914, puis docteur en hygiène en 1921. Elle exerce tout d'abord comme médecin résident à l'hôpital Saint-Pierre puis Saint-Jean de Bruxelles, où elle soigne notamment des blessés durant la guerre, et y exerce jusqu'en 1923. Elle y rencontre le médecin Jean Thysebaert qu'elle épouse. Elle est attachée au service d'anthropologie pénitentiaire de Forest à partir de 1921 et jusqu'en 1949, et se spécialise en parallèle en neuropsychiatrie, en criminologie et en médecine sociale,. Dans les années 1930, elle est également au service médical du magasin Le Bon Marché (Bruxelles),. 

## Engagement politique
Son parcours politique est marqué à la fois par son engagement socialiste, féministe, en faveur des droits humains et contre le fascisme.

### Carrière politique
Jeanne Beeckman épouse Émile Vandervelde, après avoir divorcé, le 30 octobre 1927. Il l'introduit au sein du Parti ouvrier belge (POB). En 1936, elle devient chef de cabinet d'Émile Vandervelde, ministre de la Santé publique, qui meurt en 1938. Son essor politique débute plus particulièrement à la mort de son mari, elle est tout d'abord élue conseillère communale suppléante de Bruxelles en 1938, mais ne prend ses fonctions qu'à la Libération en 1944, et le reste jusqu'à sa mort. Durant la Seconde Guerre mondiale, elle s'engage dans le parti socialiste clandestin. Élue au Sénat en tant que suppléante en 1946, elle devient sénatrice effective en 1948, succédant à Marius Renard, poste auquel elle est réélue jusqu'à sa mort.

### Engagement socialiste et en faveur des droits humains
Lors des nombreux voyages qu'elle effectue avec Émile Vandervelde, elle étudie les systèmes sociaux et carcéraux. Elle défend notamment l'enseignement public, refuse la fermeture de l'Hôpital Brugmann comme membre de la Commission d'assistance publique, défend des lois comme sur le repos après l'accouchement pour les mères et l'assurance maternité pour les travailleuses. 

#### Engagement féministe
Fille de la journaliste féministe Elise Beeckman, Jeanne Beeckman se déclare tout d'abord hostile au féminisme actif défendu par sa mère, dont elle qualifie le discours de victimaire,. Elle est cependant influencée par Marie Derscheid-Delcourt qui fonde la Fédération belge des femmes universitaires (FBFU) et par la pratique de la médecine qui la pousse à adopter des convictions socialistes, dont elle fait découler ses convictions féministes. Sa carrière politique est marquée par ses engagements en faveur des femmes. 
Elle devient adhérente en 1919 de la Medical Women's International Association (en), pour laquelle elle participe à plusieurs congrès et devient présidente du Conseil national des femmes belges en 1934 après avoir été présidente de la commission hygiène. Elle fait également partie de Groupement belge de la Porte ouverte, association de défense du droit des femmes au travail. Elle s'implique dans la lutte contre les restrictions liées à l'accès à l'emploi des femmes mariées à travers des manifestations, avant de faire partie de la commission consultative portant sur le travail des femmes qu'elle préside entre 1936 et 1937. Elle défend également le droit de vote des femmes, la création d'un volontariat féminin dans l'armée, et l'accès des femmes à l'ensemble des professions,. Après la Seconde Guerre mondiale, elle s'implique également après dans le mouvement du planning familial. Elle est faite membre d'honneur du comité de la Famille heureuse.

### Décès
Elle meurt à Lausanne le 20 avril 1963 lors de la conférence de l'Union interparlementaire à laquelle elle assiste.
Elle est inhumée au cimetière de Bruxelles à Evere.

## Fonds Jeanne et Pierre Beeckman
En 1997, sous l'égide de la Fondation Roi Baudouin, ce fonds s'est créé, qui apporte une aide financière, matérielle et morale à toute organisation belge qui prend des initiatives en faveur de l'intégration sociale des personnes souffrant d'un handicap sensoriel (auditif et/ou visuel).[réf. nécessaire]

## Décorations
- Médaille civique de la Première classe
- Chevalier de l'Ordre de Léopold II (1958)
- Chevalier de l'Ordre de la Couronne (1948)
- Médaille de la Résistance (1956)
- Chevalier de l'Ordre Polonia Restituta
- Commandeure de l'Ordre du Mérite de la République italienne